# (35226) 1995 FT4
1995 FT4 (asteroide 35226) é um asteroide da cintura principal. Possui uma excentricidade de 0.19357100 e uma inclinação de 2.77386º.
Este asteroide foi descoberto no dia 23 de março de 1995 por Spacewatch em Kitt Peak.